# Мария-Анна Австрийска (1683 – 1754)
Мария-Анна Хабсбург-Австрийска (* 7 септември 1683; † 14 август 1754) е австрийска ерцхерцогиня и кралица на Португалия, съпруга на крал Жуау V, от чието име управлява страната като регент от 1742 до 1750.

## Произход
Родена е на 7 септември 1683 в Линц като ерцхерцогиня Мария Анна Йозефа Австрийска. Тя е дъщеря на свещения римски император Леополд I и Елеонора Магдалена фон Пфалц-Нойбург.

## Брак с Жуау V
На 27 октомври 1727 г. Мария-Анна е омъжена за португалския крал Жуау V, на когото ражда шест деца:
- Инфанта доня Мария Барбара (1711 – 1758)
- Инфант дон Педру (1712 – 1712)
- Жозе I (1714 – 1777), крал на Португалия
- Инфант дон Карлош (1716 – 1730)
- Педру III (1717 – 1786), крал на Португалия
- Инфант дон Александър (1723 – 1728)

## Регентство и смърт
Мария-Анна взема властта в Португалия през 1742 г., когато крал Жуау V получава удар, който го оставя парализиран. От негово име кралицата управлява до 1750 година, когато Жуау V умира и на португалския престол се възкачва синът им Жозе I.
Мария-Анна умира на 14 август 1754 в Лисабон. Тялото ѝ е погребано в португалската столица, макар че сърцето ѝ е извадено и положено в императорската крипта във Виена.